# АНО «Пролог»
Автономная некоммерческая организация «Пролог» — московская организация, созданная с целью преподавания театроведения школьным педагогам. Организация была основана в 2002 году театральным критиком Александрой Никитиной.
В организации на 2013 год работало 10 постоянных и сторонних сотрудников, ежегодно приходило на курсы 15-40 клиентов (школьных учителей).

## История
Опыт и состав участников организации был получен в конце 1990-х годов. Организация была основана в 2002 году театральным критиком Александрой Никитиной, бывшей руководителем организации до 2007 года.
В 2001—2006 годах организация проводила платные курсы и была самоокупаемой, хотя не приносила прибыли. В связи с проходившими в 2006 году изменениями в области государственного регулирования учреждений образования организация потеряла возможность проводить курсы, поскольку их новые законные цены были слишком велики. С 2006 года организация занималась исключительно организацией театральных фестивалей.
С 2004 года организация при поддержке Префектуры и Управления культуры Центрального административного округа Москвы проводила ежегодный театральный фестиваль «Пролог», в котором приняли участие представители Москвы, Подмосковья и других регионов России.
На 2013 год организация возродилась в Московском институте открытого образования (МИОО). С этого времени она проводит в МИОО на бюджетные деньги бесплатные учебные курсы для жителей Москвы. 10 апреля 2013 года организация приняла участие в круглом столе «Развитие ребёнка в мегаполисе: проблемы, пути решения и ресурсы Москвы».